# Буроглазка большая
Буроглазка большая, краеглазка большая, бархатка, или печальная краеглазка (лат. Lasiommata maera) — вид дневных бабочек из семейства сатирид (бархатниц).
Видовой эпитет связан с Мэрой (Майрой), подругой Артемиды, дочерью Прета или Атланта, одной из нереид в древнегреческой мифологии.

## Описание

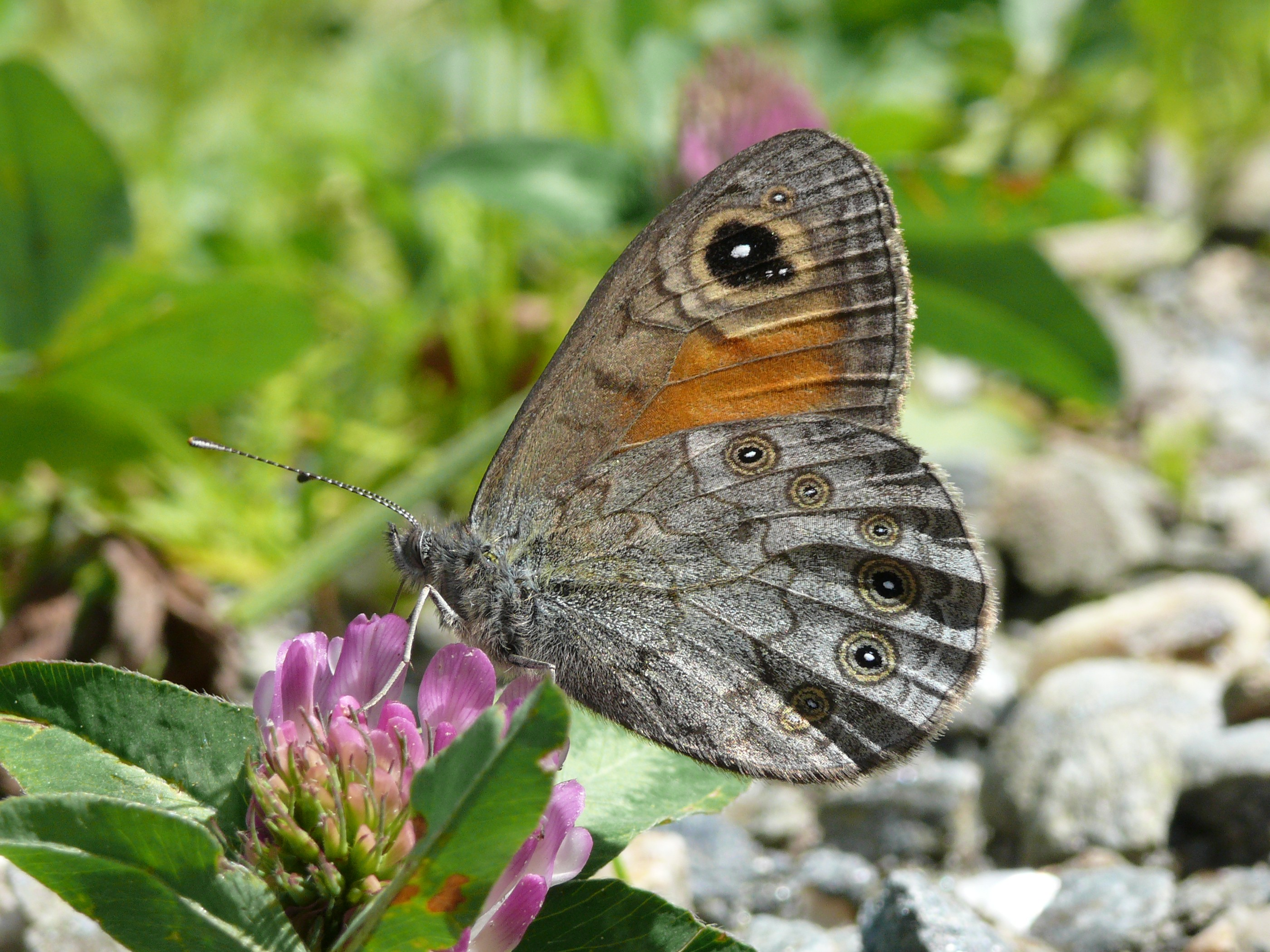
Самка, нижняя сторона крыльев

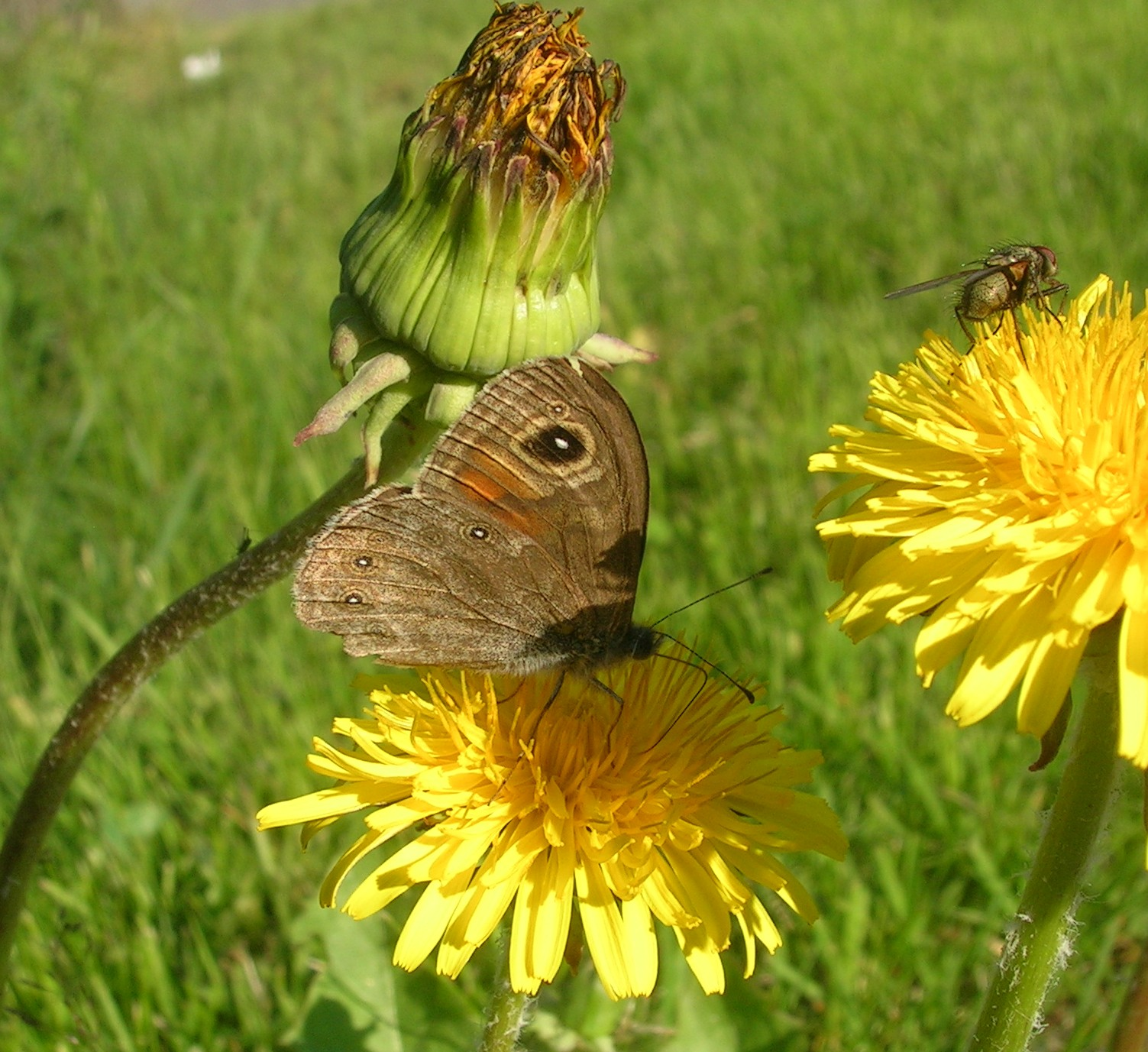
Бархатка на цветке одуванчика, Осло, Норвегия

У самца длина переднего крыла составляет 23—28 мм. Переднее крыло сверху буро-коричневое, с крупным глазчатым пятном на охристо-коричневом поле у вершины; иногда рядом с этим пятном располагаются один-два добавочных глазка. Андрокониальное поле клиновидное, хорошо заметное. Между андрокониальным полем и внешним краем располагаются несколько размытых, слабо контрастирующих с фоном ржаво-коричневых пятен. Заднее крыло сверху коричнево-бурое, с двумя-тремя глазчатыми пятнами в ржаво-коричневой оторочке. На нижней поверхности переднего крыла глазчатое пятно оторочено охристо-жёлтым полем, нижняя поверхность заднего крыла серо-коричневая, с тонким рисунком и рядом глазчатых пятен, окружённых тонкими концентрическими кольцами.
У самки длина переднего крыла — 23—30 мм. Переднее крыло имеет округлые, более плавные, чем у самца, очертания. Глазчатое пятно переднего крыла сверху располагается на обширном охристо-оранжевом поле. Нижняя поверхность переднего крыла с обширной охристо-оранжевой областью, заднего крыла — как у самца, глазчатые пятна более контрастны, почти всегда образуют полный ряд.
Куколка самца желтовато-зелёная, самки — тёмно-зелёная.
Описана из Швеции.
Изменчивость кавказских и закавказских популяций экологически обусловлена. В сухих и жарких биотопах чаще встречаются бабочки со значительным расширением светлых элементов крылового рисунка и несколько более светлым — «каштановым» — цветовым фоном. Эти особенности, иногда в крайнем выражении, чаще встречаются среди особей летних поколений. Обитатели прохладных и влажных горных биотопов идентичны особям из Швеции.

## Распространение
Европа до 68° северной широты (отсутствует на островах: Британских, Азорских, Мадейре, Канарских, Корсике и Сардинии), Северная Африка (Марокко), Передняя Азия, Средний и Южный Урал, юг Западной и Южной Сибири, Алтай, Саяны, прилежащие горы Казахстана и Монголии.

## Местообитания
На Кавказе и в Закавказье встречается по низинным, предгорным и горным лесам, редколесьям, зарослям кустарников в ущельях на высоте от 0 до 2000 м над уровнем моря. Бабочки держатся светлых лесных полян, опушек, просек, обочин дорог, зарослей кустарников.
На Северо-востоке Европейской части России большие буроглазки встречаются в молодых осиновых лесах с хорошим травостоем из борца северного, скерды сибирской, бодяков, чертополоха курчавого, таволги вязолистной, чины весенней, герани лесной, костяники, иван-чая, различных осок и злаков и других луговых и лесных трав. (Дёгтева, 1998, 1999) Встречаются они там в первой половине июня, когда цветут травы, а молодая листва ещё не создаёт большой тени. Бархатку также можно встретить в подзоне средней и северной тайги, в травянистых ивняках.
В Северной Азии встречаются нечасто по лесным лугам, в колках и борах, у лесопосадок и кустарниковых зарослей, в горах по луговым местам лесного пояса, включая скальные выходы, поляны среди редких деревьев по склонам, в долинах речек.

## Экология
Большая буроглазка внесена в Красную книгу Москвы. Лимитирующим фактором является вырубка лесов, естественной среды обитания бабочек. Бабочка держится открытых мест со злаковым разнотравьем вблизи редких лиственных и смешанных лесов, из леса на открытые места далеко не улетает, в связи с чем расселение в другие лесные массивы затруднено.

## Развитие
В год развиваются два-три поколения, в горах только одно. Яйца беловатые, шаровидные, с ячеистой скульптурой. Яйца откладывает по 2—3 на листья кормовых растений.
Гусеница светло-зелёная с тёмно-зелёной полосой вдоль спины в широком беловато-зелёном обрамлении и серовато-белой линией над желтоватыми дыхальцами, в светлых волосках. Последний сегмент с двумя остриями.
Куколка от желтовато-зелёного до тёмно-зелёного и даже светло-коричневого цвета в зависимости от места прикрепления куколки. Кремастер и два тупых выступа на головном конце обычно светлее. Образуется в конце мая — июне, подвешивается на стеблях травы низко над землёй или на камнях.
Зимует гусеница. Лёт бабочек в июне — июле и в августе — сентябре.
Гусеницы питаются растениями: овсяница, мятлик, ежа, манник, ячмень (BRU, Eckstein, 1913, Nekrutenko, 1990, Hesselbarth et al., 1995).
На северо-востоке европейской части России на зимовку уходит зрелая гусеница, после зимовки не питающаяся.

## Поведение
Держится на границе леса и полян, в местах с развитым разнотравьем, постоянно перемещаясь под лесной полог и обратно. Далеко на открытые места не перелетает. При опасности устремляется в гущу кустарника и там затаиваются.

## Классификация
Выделяются следующие подвиды:
- Lasiommata maera var. maera
- Lasiommata maera var. adrasta — Средне-Западная Европа, Кавказ, Марокко (Эр-Риф, Средний Атлас), Алжир
- Lasiommata maera var. crimaea — Крым
- Lasiommata maera var. jachontovi — Главный Кавказский хребет
- Lasiommata maera var. abastumana — Малый Кавказский хребет
- Lasiommata maera var. orientalis — Армянское нагорье, Талыш; характеризуется расширенными охристо-оранжевыми участками в крыловом рисунке
- Lasiommata maera var. ordona — лесостепная зона Сибири